# Militärförsamlingar
Militärförsamling var i Sverige en församling som inte omfattade ett visst avgränsat landområde, utan vars medlemmar definierades på annat sätt än att de var boende i församlingen. 
Militärförsamlingar utgjordes i allmänhet av ständigt tjänstgörande truppförband. Ett sådant
truppförband omfattade i regel en församling, men kunde, om förbandet var förlagt på flera orter, vara
uppdelat i flera församlingar. Det fanns även så kallade garnisonsförsamlingar. Svenska flottan hade i början av 1900-talet två församlingar, nämligen Skeppsholms församling i Stockholm och Amiralitetsförsamlingen i Karlskrona.
Den enda[källa behövs] i Sverige kvarvarande militärförsamlingen är Karlskrona Amiralitetsförsamling.
I Riksskatteverkets indelning är militärförsamlingarna en typ av specialförsamlingar.

## Militärförsamlingar genom tiderna
- Amiralitetsförsamlingen (i Stockholm), se Skeppsholms församling (upplöst 31 december 1969)
- Amiralitetsförsamlingen (i Karlskrona), se Karlskrona Amiralitetsförsamling
- Amiralitetsförsamlingen på Ladugårdslandet, se Hedvig Eleonora församling (en idag civil territoriell församling)
- Amiralitetsvarvsförsamlingen, se Göteborgs Karl Johans församling (från 1820 territoriell)
- Andra gardesregementet (1790-1792), se Svenska gardesregementet
- Andra gardesregementet (1809-1818), se Göta livgarde
- Andra Göta artilleriregemente, se Smålands artilleriregemente
- Andra Göta trängkår, se Östgöta trängkår
- Andra livgardet, se Göta livgarde
- Andra Svea artilleriregemente, se Upplands artilleriregemente
- Andra Svea trängkår, se Västmanlands trängkår
- Artilleriförsamlingen, se Svea artilleriregemente
- Bohusläns regemente
- Dalarö skans
- Finska gardesregementet
- Fleetwoodska regementet, se Svea livgarde
- Frisholmens kastellförsamling
- Fälttelegrafkåren
- Första artilleriregementet, se Svea Artilleriregementes församling
- Första livgardet, se Svea livgarde
- Första Svea artilleriregemente, se Svea Artilleriregementes församling
- Första Svea trängkår, se Svea trängkår
- Grenadjärbataljonen (bataljon inom Svea livgarde)
- Göta gardesregemente, se Svenska gardesregementet
- Göta livgarde
- Göteborgs garnisonsförsamling. Upphörde den 1 maj 1927 enligt kungligt brev av den 11 mars samma år.
- Göteborgs Karl Johans församling (ursprungligen Amiralitetsvarvsförsamlingen -1820)
- Hedvig Eleonora (ursprungligen Amiralitetsförsamling)
- Helsingborgs garnisonsförsamling
- Holmkyrkan, se Skeppsholm
- Hovförsamlingen (till 1693 delvis militärförsamling)
- Invalidkåren på Ulriksdal
- Kadettkåren
- Karlsborgs garnisonsförsamling (åtminstone delvis territoriell)
- Karlshamns kastellförsamling, se Frisholmens kastellförsamling
- Karlskrona Amiralitetsförsamling
- Klara bataljonsförsamling, se Norra bataljonsförsamlingen
- Kristianstads garnisonsförsamling
- Kronhusförsamlingen, se Göteborgs garnisonsförsamling
- Landskrona garnisonsförsamling
- Livbataljonsförsamlingen (bataljon inom Svea livgarde)
- Livbeväringsregementet
- Livdrabantförsamlingen
- Livdragonregementet, se Livgardet till häst
- Livgardet, se Svea livgarde
- Livgardet till häst
- Livhusarregementet, se Livgardet till häst
- Livregementets värvade infanteribataljon, se Finska gardesregementet
- Lätta dragonkåren, se Livgardet till häst
- Lätta livdragonregementet, se Livgardet till häst
- Majorens bataljon, se Norra bataljonsförsamlingen
- Malmö garnisonsförsamling
- Norra bataljonsförsamlingen (bataljon inom Svea livgarde)
- Norrlands artilleriregemente
- Norrlands trängbataljon, se Norrlands trängkår
- Norrlands trängkår
- Norska gardet, se Norska jägarkåren
- Norska jägarkåren
- Nya Varvet (territoriell)
- Nya Älvsborg (territoriell)
- Oscar (1906-1927 delvis icketerritoriell)
- af Palénska regementet, se Göta livgarde
- Pontonjärbataljonen, se Svea ingenjörkår
- Privata församlingen, se Göteborgs Karl Johans församling
- Sappörkompaniet, se Svea ingenjörkår
- Sappörkåren, se Svea ingenjörkår
- Skeppsholm (-1863 delvis territoriell, 1863- icke-territoriell)
- Skånska trängkåren
- Smålands artilleriregemente
- Stockholms stads militärförsörjningsinrättning
- Stockholms stads militärkår
- Svea Artilleriregementes församling
- Svea ingenjörbataljon, se Svea ingenjörkår
- Svea ingenjörkår
- Svea livgarde
- Svea trängbataljon, se Svea trängkår
- Svea trängkår
- Svenska gardesregementet
- Södra bataljonsförsamlingen (bataljon inom Svea livgarde)
- Trängbataljonen, se Svea trängkår
- Uddevalla militärförsamling, se Bohusläns regemente
- Upplands artilleriregemente
- Vadstena krigsmanshusförsamling
- Vanäs, se Karlsborgs garnisonsförsamling
- Varvsförsamlingen, se Göteborgs Karl Johans församling
- Vaxholm (territoriell, men särskilda böcker för "garnisonsförsamlingen")
- Vendes trängbataljon, se Skånska trängkåren
- Vendes trängkår, se Skånska trängkåren
- Värvade bataljonen av Livregementsbrigadens lätta infanteri, se Finska gardesregementet
- Västmanlands trängkår
- Ystads garnisonsförsamling
- Ängelholms garnisonsförsamling
- Änkedrottningens livregementes tredje bataljon, se Finska gardesregementet
- Östersunds garnisonsförsamling var en församling för Norrlands artilleriregemente 1893–1927
- Östgöta trängkår
- Överstelöjtnantens bataljon, se Södra bataljonsförsamlingen